# 金源 (成化進士)
金源（1443年—？），字大本，應天府上元縣民籍，浙江杭州府仁和縣人，明朝政治人物。進士出身。

## 生平
成化四年（1468年）戊子科應天鄉試第四十八名舉人。成化八年（1472年）壬辰科第四十三名，殿試登進士第二甲第十八名。二十二年官河南磁州知州。

## 家族
曾祖父金仲芳，曾任元行省郎中。祖父金汝用，曾任南京國子助教。父亲金鐩。